# Есин, Владимир Александрович
Влади́мир Алекса́ндрович Е́син (род. 11 января 1995, Санкт-Петербург, Россия) — российский футболист, полузащитник, нападающий.

## Карьера

### Клубная
Воспитанник петербургской спортшколы «Локомотив». Начинал карьеру в составе местных клубов «Петротрест» и «Динамо». После банкротства последнего некоторое время оставался без футбола и работал продавцом в магазине сотовой связи. В 2016 году перешёл в пензенский «Зенит». В 2017 году пополнил ряды «Калуги». В 2018 году защищал цвета ставропольского «Динамо» и «Кызылташа». В начале 2019 года на Есина через социальные сети вышел иностранный футбольный агент, который предложил ему вариант продолжения карьеры в Европе, после чего Владимир подписал контракт с албанским «Люфтетари», но в официальных матчах за него не сыграл. Летом того же года перешёл в «Кафу». 7 марта 2020 года провёл за «Зноймо» единственный матч во Третьей лиге Чехии против фарм-клуба остравского «Баника» (0:5). В августе 2020 года подписал контракт с «Салютом». 9 июля 2021 года пополнил ряды клуба белорусской Высшей лиги «Славия-Мозырь». Дебютировал в элитном дивизионе 18 июля в матче против «Ислочи» (1:1). В марте 2023 года присоединился к «Сморгони». С 2024 года защищает цвета «Мурома».

### В сборной
В 2014 году сыграл в трёх товарищеских матчах за юниорскую сборную России до 19 лет.